# Strange (chanson de Celeste)
Pour les articles homonymes, voir Strange.
Singles de Celeste
She's My Sunshine
(2019) Stop This Flame
(2020)
Clip vidéo
[vidéo] « Strange », sur YouTube
Strange est une chanson de la chanteuse britannique Celeste. Elle est sortie le 4 septembre 2019 sur les labels Both Sides et Polydor en tant que premier single de son premier album Not Your Muse (2021).
Elle est écrite par Celeste, Stephen Wrabel et Jamie Hartman, ce dernier a également produit la chanson. Celeste a sorti une version live de la chanson le 20 septembre 2019, ainsi que le clip en novembre 2019. La chanson a été éditée pour la radio, excluant un verset supplémentaire vers la fin de la chanson.

## Composition
Strange est composé dans la tonalité de ré majeur avec un tempo modéré de 136 battements par minute. La chanson comporte des cordes du musicien nommé aux Grammy Awards Sebastian Plano (en).

## Clip vidéo
Le clip de Strange a été tourné en Bulgarie en octobre 2019 et a été publié le 7 novembre 2019. Celeste a dit au magazine Dork (en) que le clip « commençait à la fin et faisait un tour complet, représentant les comportements imprudents qui peuvent vous faire passer d'amoureux à étranger ».

## Classements hebdomadaires
| Classement (2019-20)                    | Meilleure position |
| --------------------------------------- | ------------------ |
| Belgique (Flandre Ultratop 50 Singles)  | 47                 |
| Belgique (Flandre Ultratop 50 Airplay)  | 39                 |
| Belgique (Flandre Ultratop R&B/Hip-Hop) | 12                 |
| Belgique (Wallonie Ultratop 50 Singles) | Tip                |
| Écosse (OCC)                            | 68                 |
| France (SNEP Téléchargement)            | 63                 |
| Royaume-Uni (UK Download Chart)         | 45                 |
| Royaume-Uni (UK Sales Chart)            | 46                 |

## Crédits
Crédits adaptés de Tidal :
- Celeste Epiphany Waite : voix, paroles, composition
- Jamie Hartman (en) : producteur, paroles, composition, piano, production vocale
- Stephen Wrabel (en) : paroles, composition
- Sebastian Plano (en) : cordes, direction des cordes
- Tom Elmhirst (en) : mixage, personnel du studio

## Historique de sortie
| Pays/Région | Date              | Format                                     | Version    | Label        |
| ----------- | ----------------- | ------------------------------------------ | ---------- | ------------ |
| Divers      | 4 septembre 2019  | Téléchargement, streaming, diffusion radio | Edit       | UMG, Polydor |
| Divers      | 20 septembre 2019 | Téléchargement, streaming                  | Acoustique | UMG, Polydor |